# Love Nature
Love Nature est une chaîne de télévision canadienne spécialisée de catégorie B appartenant à Blue Ant Media (en) et diffuse en haute définition et ultra-haute définition. Sa programmation est basée sur plusieurs thèmes sur la nature dont les animaux, les paysages et l'espace.

## Histoire
Après avoir reçu une licence du CRTC le 2 août 2005, Oasis HD est entré en ondes le 12 mars 2006 sur Bell Télé.
Le 21 décembre 2011, High Fidelity HDTV a annoncé son achat par Blue Ant Media, l'actionnaire majoritaire de Glassbox Television et actionnaire minoritaire de Quarto Communications. La transaction a été approuvée par le CRTC en juillet 2012.
À l'été 2014, la chaîne s'appelle simplement Oasis, puis, à la mi-janvier 2015, la chaîne adopte son nom actuel, et s'engage à tourner 200 heures de contenu annuel en format 4K.
Le 20 juillet 2017, une version 4K du canal est lancé sur Vidéotron.